# Collegio plurinominale Veneto - 02 (2017)
Il collegio elettorale plurinominale Veneto - 02 è stato un collegio elettorale plurinominale della Repubblica Italiana per l'elezione del Senato tra il 2017 ed il 2022.

## Territorio
Come previsto dalla legge elettorale italiana del 2017, il collegio era stato definito tramite decreto legislativo all'interno della circoscrizione Veneto.
Il collegio comprendeva la zona definita dai cinque collegi uninominali Veneto - 05 (Padova), Veneto - 06 (Bassano del Grappa), Veneto - 07 (Vicenza), Veneto - 08 (Verona) e Veneto - 09 (Villafranca di Verona).

## Dati elettorali

### XVIII legislatura
Come previsto dalla legge elettorale, 193 senatori erano eletti in 33 collegi plurinominali con ripartizione proporzionale a livello regionale tra le coalizioni e le singole liste che avessero superato la soglia di sbarramento stabilita.
Nel collegio venivano eletti 13 senatori.
| Liste          | Liste                                       | Proporzionale | Proporzionale | Proporzionale | Maggioritario | Maggioritario | Maggioritario |  |
| Liste          | Liste                                       | Voti          | %             | Seggi         | Voti          | %             | Seggi         |  |
| -------------- | ------------------------------------------- | ------------- | ------------- | ------------- | ------------- | ------------- | ------------- |  |
|                | Lega                                        | 471 852       | 32,11         | 2             | 724 576       | 49,31         | 5             |  |
|                | Forza Italia                                | 160 786       | 10,94         | 1             | 724 576       | 49,31         | 5             |  |
|                | Fratelli d'Italia                           | 66 738        | 4,54          | 1             | 724 576       | 49,31         | 5             |  |
|                | Noi con l'Italia – UDC                      | 25 200        | 1,71          | –             | 724 576       | 49,31         | 5             |  |
|                | Movimento 5 Stelle                          | 350 441       | 23,85         | 2             | 350 441       | 23,85         | –             |  |
|                | Partito Democratico                         | 242 581       | 16,51         | 2             | 292 119       | 19,88         | –             |  |
|                | +Europa                                     | 37 388        | 2,54          | –             | 292 119       | 19,88         | –             |  |
|                | Italia Europa Insieme                       | 6 676         | 0,45          | –             | 292 119       | 19,88         | –             |  |
|                | Civica Popolare                             | 5 474         | 0,37          | –             | 292 119       | 19,88         | –             |  |
|                | Liberi e Uguali                             | 34 837        | 2,37          | –             | 34 837        | 2,37          | –             |  |
|                | Il Popolo della Famiglia                    | 18 018        | 1,23          | –             | 18 018        | 1,23          | –             |  |
|                | CasaPound                                   | 14 503        | 0,99          | –             | 14 503        | 0,99          | –             |  |
|                | Italia agli Italiani (FN - MSFT)            | 11 022        | 0,75          | –             | 11 022        | 0,75          | –             |  |
|                | Potere al Popolo!                           | 7 975         | 0,54          | –             | 7 975         | 0,54          | –             |  |
|                | Grande Nord                                 | 7 930         | 0,54          | –             | 7 930         | 0,54          | –             |  |
|                | Partito Valore Umano                        | 5 198         | 0,35          | –             | 5 198         | 0,35          | –             |  |
|                | Per una Sinistra Rivoluzionaria (PCL - SCR) | 1 738         | 0,12          | –             | 1 738         | 0,12          | –             |  |
|                | Partito Repubblicano Italiano – ALA         | 1 202         | 0,08          | –             | 1 202         | 0,08          | –             |  |
| Totale         | Totale                                      | 1 469 559     | 100           | 8             | 1 469 559     | 100           | 5             |  |
|                |                                             |               |               |               |               |               |               |  |
| Schede bianche | Schede bianche                              | 13 211        | 0,88          |               |               |               |               |  |
| Schede nulle   | Schede nulle                                | 24 807        | 1,65          |               |               |               |               |  |
| Votanti        | Votanti                                     | 1 507 577     | 79,89         |               |               |               |               |  |
| Elettori       | Elettori                                    | 1 886 997     |               |               |               |               |               |  |

## Eletti

### Eletti maggioritario
Eletti nella coalizione di centro-destra (Lega - FI - FdI - NcI-UDC)
| Collegio uninominale     | Eletto        | Eletto           | Partito |
| ------------------------ | ------------- | ---------------- | ------- |
| 5. Padova                |               | Antonio De Poli  | UdC     |
| 6. Bassano del Grappa    |               | Niccolò Ghedini  | FI      |
| 7. Vicenza               |               | Erika Stefani    | Lega    |
| 8. Verona                |               | Paolo Tosato     | Lega    |
| 9. Villafranca di Verona |               | Stefano Bertacco | FdI     |
| 9. Villafranca di Verona | Luca De Carlo | FdI              |         |

1. ↑  Deceduto in data 17.08.2022; non si procedette a elezioni suppletive in quanto le Camere erano già state sciolte e le elezioni politiche fissate al 25 settembre successivo.
2. ↑  Deceduto in data 14.06.2020.
3. ↑  Dal 24 settembre 2020 (eletto in seguito a elezioni suppletive).

### Eletti proporzionale
| Lega                               | Movimento 5 Stelle                 | Partito Democratico                  | Forza Italia  | Fratelli d'Italia |
| ---------------------------------- | ---------------------------------- | ------------------------------------ | ------------- | ----------------- |
|                                    |                                    |                                      |               |                   |
| Andrea Ostellari Cristiano Zuliani | Giovanni Endrizzi Barbara Guidolin | Daniela Sbrollini Vincenzo D'Arienzo | Massimo Ferro | Adolfo Urso       |

1. ↑  In data 18.09.2019 aderisce al gruppo Italia Viva-P.S.I..